# 직능자영업당
직능자영업당(職能自營業黨)은 대한민국의 정당이었다.

## 개요
본래 이 당은 2020년 1월 13일에 한민족사명당(韓民族使命黨)이라는 이름으로 창당 등록되었으나, 얼마 지나지 않은 3월 10일에 직능자영업당이라는 이름으로 변경되었다.
이후 2024년 1월 11일에 내일로미래로와 합당하면서 해체되었다.